# Gypsophila sewerzowii
Gypsophila sewerzowii är en nejlikväxtart som först beskrevs av Eduard August von Regel och Schmalh., och fick sitt nu gällande namn av R. Kam. Gypsophila sewerzowii ingår i släktet slöjor, och familjen nejlikväxter. Inga underarter finns listade i Catalogue of Life.